# Mirzapur (Division)
Die Division Mirzapur ist eine Division im indischen Bundesstaat Uttar Pradesh. Der Verwaltungssitz befindet sich in der Stadt Mirzapur.

## Distrikte
Die Division Mirzapur gliedert sich in drei Distrikte:
| Distrikt  | Verwaltungssitz | Fläche in km² | Einwohner (2011) | Ew./km² |
| --------- | --------------- | ------------- | ---------------- | ------- |
| Mirzapur  | Mirzapur        | 4.405         | 2.496.970        | 567     |
| Bhadohi   | Gyanpur         | 1.015         | 1.578.213        | 1.555   |
| Sonbhadra | Robertsganj     | 6.905         | 1.862.559        | 270     |